# Лефки (Тасос)
Лефки (грч. Λεύκη) је насељено место на острву  Тасос у периферији Источна Македонија и Тракија, Грчка. Према попису из 2021. године било је без становника.
Насеље су подигли мештани села Потамија после Другог светског рата код манастирске цркве Светог Димитрија. Први пут се помиње на попису из 1961. године без становника, док је 1971. године било пет мештана.